# Komagane
Komagane (駒ヶ根市, Komagane-shi?) è una città giapponese della prefettura di Nagano.